# Pexauar
Pexauar (Peshawar) é uma cidade do Paquistão, capital da província Khyber Pakhtunkhwa e centro administrativo (mas não capital) do Território federal das Áreas Tribais. É uma cidade muito antiga (era conhecida como Purushapura na Antiguidade), tendo passado por vários impérios dominantes: gregos, persas, afegãos, mongóis, siques e britânicos. É uma das mais antigas cidades da Ásia continuamente habitadas. Atualmente, é uma das principais cidades do país, oitava em população, com mais de 1 milhão de habitantes.

## História

### Primórdios
Pexauar é uma das cidades mais antigas da região Central, Sul e Oeste da Ásia, tendo sido por séculos um centro de comércio entre o Afeganistão, Sul da Ásia, Ásia Central e o Oriente Médio. Como um antigo centro de aprendizagem, a partir do século II a.C., o Bakhshali - um manuscrito antigo - foi encontrado nas proximidades.
A área que ocupa Pexauar foi tomada pelo rei Eucrátides I (170-159 a.C.), do reino Greco-Báctrio, e foi controlada por uma série de líderes greco-bactrianos, e, mais tarde, por reis Indo-gregos, que governavam um império que se estendeu geograficamente da área do atual Paquistão para o norte da Índia. De acordo com o historiador Tertius Chandler, Pexauar possuía uma população de 120 000 habitantes no ano 100, tornando-se a sétima cidade mais populosa do mundo na época. Mais tarde, a cidade foi governada por vários governantes de Pártia e reis indo-partas, outro grupo de povos iranianos pertinentes à região, o mais famoso dos quais foi Gondofares (Gandapur em pastó), que governou a cidade e seus arredores a partir de cerca de 46 O período do governo por Gondofares foi brevemente seguido por dois ou três dos seus descendentes, antes que eles foram deslocados pelo primeiro da "Grande cuchana", Cujula Cadefises, por volta da metade do século I d.C. A cidade foi invadida e transformada em capital dos cuchanas, uma tribo asiática Central de origem tocariana, durante seu breve governo no século II.
O rei Canisca I (r. 127–150), do Império Cuchana, que governou-a por volta de 127, mudou a capital de Puscalavati (agora chamada de Charsadda, no vale de Pexauar), para Puruxapura (Pexauar). Missionários budistas chegaram à região, assim como missionários do Zoroastrismo, Hinduísmo e Animismo, em busca de conselhos com os governantes de Zoroastro cuchana. Seus ensinamentos foram adotados pelos cuchanas zoroastristas, que se converteram ao budismo, atribuindo a religião com um estatuto oficial na cidade. Seguindo este movimento pelos cuchanas, Pexauar se tornou um grande centro de ensino budista, embora a maioria da população, particularmente nas áreas rurais, continuasse a ser adepta do zoroastrismo e do animismo.
No entanto, Canisca, que se tornou um fervoroso adepto do budismo, construiu o que pode ter sido o edifício mais alto do mundo na época - uma estupa gigante, para abrigar as relíquias budistas, que foram localizadas fora do Ganj Gate, da antiga cidade de Pexauar. O estupa gigante foi dito ser uma estrutura imponente, visto das montanhas do Afeganistão e das planícies gandarana. O primeiro relato do famoso edifício foi documentado por Faxian, o peregrino budista chinês, que também era um monge, que visitou a estrutura em 400, e descreveu-o como sendo de cerca de 120 metros de altura e adornado com várias substâncias preciosas. Faxiã, em seu relato, afirmou ainda que todas as estupas e templos vistos por ele não se comparavam com a beleza da forma e força deste edifício. A estupa foi destruída por um raio, mas foi reparada várias vezes, sendo que ainda estava em operação na época da visita de Xuanzang, em 634. Um caixão de joias contendo relíquias de Buda, e uma inscrição doada por Canisca, existia na base arruinada desta estupa gigante. O caixão foi escavado, por uma equipe supervisionada pelo Dr. DB Spooner, em 1909, a partir de uma câmara sob o centro da base do estupa.

### Conquista muçulmana
Os pashtuns iniciaram uma conversão ao Islã na região, após a anexação desta pelo Império Árabe do Grande Coração (no que é hoje o Afeganistão e o nordeste do Irã). Em 1001, o emir Mamude de Gásni do Império Gasnévida expandiu o império do Afeganistão para o subcontinente Indiano.
A morte de Sebuqueteguim ocorreu em 997 e foi sucedido como governador por seu filho, Mamude. Mamude deixou subsequentemente a dependência dos príncipes Samani e assumiu o título de sultão no ano de 999. Durante o início de seu reinado, travou grandes batalhas e expandiu o território do Império Gasnévida para além do Afeganistão, adentrando nas planícies de Pexauar, a primeira das quais foi travada na maira, entre Nowshera e os Indus, no ano de 1001. Mahmud foi oponente do rei hindu Shahi Jaiapala, na Batalha de Pexauar (1001), tendo sido um esforço constante do Rei Jaiapala para recuperar a região que tinha sido conquistada por ele e por Sebuqueteguim. O Rei foi ajudado por alguns Pathans (também conhecido como pashtuns, ou afegãos), cuja lealdade ao governador muçulmano de Pexauar não continuou a longo prazo.
A batalha Jayapala ocorreu durante o mês de novembro de 1001. O rei foi feito prisioneiro, e após a sua libertação, Jayapala renunciou a coroa para seu filho, Anandepal. Nesta ocasião, Mahmud puniu os pashtuns que haviam se aliado com o inimigo, e, como haviam se convertido inteiramente ao Islã, os pashtuns mantiveram-se fiéis à sua nova aliança.

### Domínio Mogol e pastó
O imperador Pashtun Xer Xá Suri, que fundou o Império Sur, centrado em Deli, permitiu o renascimento de Pexauar quando ele criou a estrada ligando Deli à Cabul, que passava por Pexauar, no século XVI. Pexauar também foi incorporada aos domínios do Império Mogol, até meados de século XVI. O fundador da dinastia mogol, que iria conquistar o Sul da Ásia, Babur, que veio de área onde atualmente é o Uzbequistão, chegou em Pexauar e fundou uma cidade chamada Bagrã, onde ele reconstruiu uma fortaleza em 1530. Seu neto, Aquebar, registrou o nome da cidade como Pexaua, que significa "O lugar no Frontier" ou "perto da água", e expandiu os bazares e fortificações. Os muçulmanos tecnocratas, burocratas, soldados, comerciantes, cientistas, arquitetos, professores, teólogos e sufis se reuniram a partir do resto do mundo muçulmano para o sultanato islâmico no sul da Ásia, com muitos fixando-se na região de Pexauar.
Khushal Khan Khattak, o poeta guerreiro pashtun, nasceu perto de Pexauar, e sua vida foi intimamente ligada à cidade. Como um defensor da independência do Afeganistão, ele era um inimigo implacável dos governantes do Império Mogol, especialmente Aurangzeb.
Como o poder do Império Mogol diminuindo a partir de 1747, Pexauar iria se juntar ao Império Durrani, de Ahmad Shah Durrani. Em 1776, o filho de Ahmad Shah, Timur Shah Durrani, escolheu Pexauar como sua capital de inverno e a Bala Hissar, em Pexauar, foi utilizada como residência de reis afegãos. Pashtuns de Pexauar participavam das incursões do Sul da Ásia durante o Império Durrani. Pexauar continuou sendo a capital de inverno até que os siques subiram ao poder no início do século XIX.
Pexauar foi tomada e brevemente ocupada pelo Império Marata, da Índia, que conquistou a cidade na Batalha de Pexauar, em 8 de maio de 1758. Os afegãos reconquistaram a cidade no início de 1759. Pexauar permaneceu sob domínio afegão até a conquista pelos siques em 1818.

### Domínio sique
Em 1812, Pexauar estava sob o controle do Afeganistão, mas foi contestada pelo Império Sique, de Panjabe. A chegada de um partido liderado pelo explorador britânico e ex-agente da Companhia das Índias Orientais, William Moorcroft, foi visto como uma vantagem, tanto nas relações com Cabul como na proteção contra os siques, de Laore. Moorcroft continuou sua ida à Cabul na companhia de cavalos de Pexauar, e posteriormente seguiu para o Indocuche. Em 1818, Pexauar foi capturada por Maharaja Ranjit Singh e passou a pagar tributos, até que finalmente foi anexada em 1834 pelo Império Sique, após o qual o cidade entrou em declínio íngreme. Muitos dos famosos jardins de arquitetura Mogol de Pexauar foram destruídos pelos siques neste momento. Um italiano foi nomeado pelos siques como administrador. Agindo em nome dos siques, Paolo Avitabile desencadeou um reinado de medo - seu tempo em Pexauar é conhecido como um tempo de "forca e forcas." O famoso Mahabat Cã da cidade, construído em 1630, foi seriamente danificado e profanado pelos conquistadores siques.

### História recente

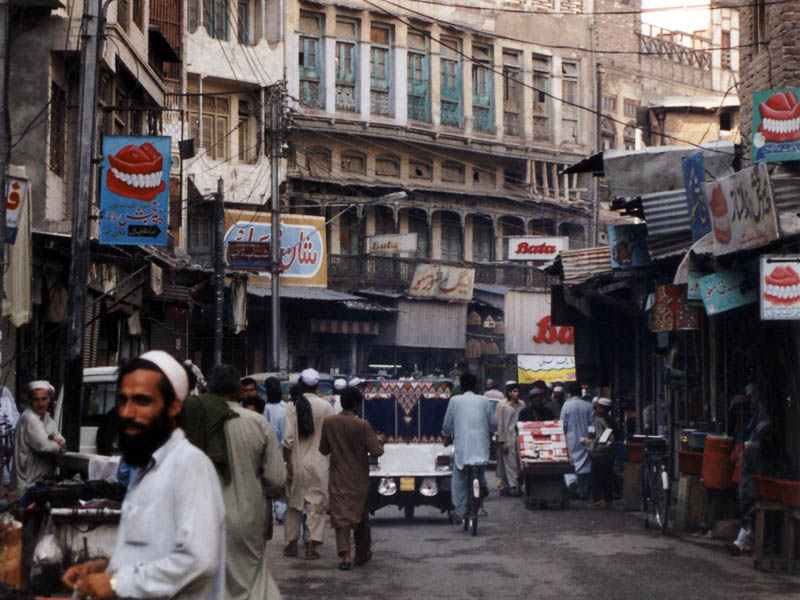
Rua em Pexauar

Em 1947, Pexauar se tornou parte do Paquistão recém-criado, depois que políticos da Frontier decidiram juntar-se ao Estado. Enquanto a grande maioria das pessoas aprovaram esta ação, uma pequena minoria, incluindo Abdul Ghaffar Khan, acreditou que os sul-asiáticos poderiam formar uma confederação; no entanto, o apelo a uma Índia unida era profundamente impopular com o povo local. Uma pequena, mas poderosa, minoria acredita que a província deveria ter sido absorvida pelo Afeganistão, porque Pexauar tinha sido parte do Afeganistão antes do domínio britânico ligado ao resto da Índia. Houve também uma chamada para a criação do Pashtunistan, um Estado independente separado do Paquistão e Afeganistão. Na época a maioria da população de Pexauar eram pashtuns que falavam pastó pexauari, um dialeto da língua nativa do Afeganistão.

## Demografia
Pexauar é uma cidade em rápido crescimento, com uma população de 2 982 816 em sua região metropolitana. A taxa de crescimento da população atual é de 3,29% ao ano, uma taxa que é superior à média de muitas outras cidades paquistanesas. 51,32% da população vive na área urbana e 48,68% vive na área rural.

### Religião

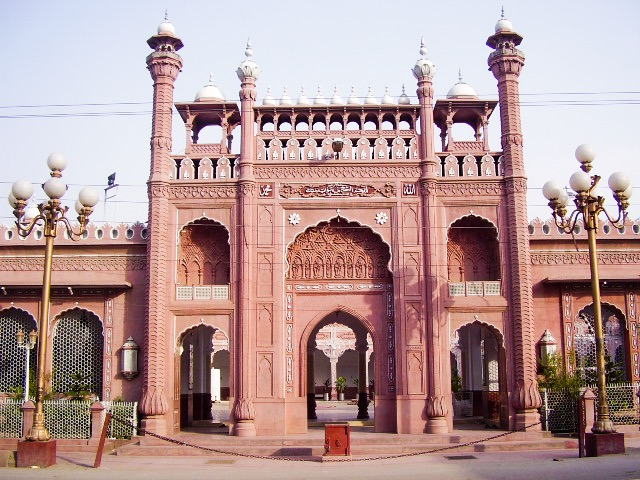
Mesquita Sunehri.

Mais de 99% da população de Pexauar é muçulmana, em sua maioria sunitas, com um grupo minoritário xiita significativo. Apesar da natureza islâmica atual de Pexauar, a cidade era anteriormente o lar de uma vasta gama de comunidades religiosas, como os judeus, zoroastristas e membros da Fé bahá'í. Um número significativo de siques, além de comunidades menores de hindus e cristãos, continuam a existir em Pexauar.

### Idiomas
A maioria dos habitantes da cidade falam um ou mais dos seguintes idiomas:
- Urdu, a língua nacional e língua franca;
- Hindko , um dialeto Punjabi falado pela maioria da população da cidade até os anos 1980;
- Pastó (e seu dialeto pexauari), o mais falado, devido ao fluxo de Pakhtuns de origens rurais após 1980 e no Afeganistão.

Punjabi Padrão, concentrada principalmente no centro da cidade e áreas de acantonamento;
- Saraiqui, um dialeto Punjabi.

Apenas Urdu e Inglês são encontrados como idiomas escritos da cidade, com o pashto e persa numa extensão muito menor.

## Infraestrutura

### Educação
Inúmeras instituições de ensino - escolas, faculdades e universidades - estão localizadas em Pexauar. A Universidade de Pexauar (UOP) foi criada em Outubro de 1950 pelo primeiro-ministro do Paquistão à época. O Colégio Edwardes, fundado em 1900 por Herbert Edwardes, é a faculdade mais antiga da província.

## Cultura
Pexauar é o centro cultural de Khyber Pakhtunkhwa. Sua cultura evoluiu ao longo dos anos e tem sido principalmente influenciada pelos pashtos. Hindko e Ghandara deram origem à cultura da cidade. A província em que está localizada Pexauar tem uma população que é predominantemente pashto.
Com a guerra no Afeganistão na década de 1980 e do fluxo de refugiados afegãos no Paquistão, Pexauar se tornou o lar de muitos músicos e artistas afegãos. A cidade também se tornou o centro para a música e cinema pashto, bem como para a música e cinema Dari e tadjiques, e um sector próspero da língua persa para publicação de livros já está estabelecida em Pexauar. A literatura xiita islâmica é a principal saída da indústria editorial de Pexauar, que está localizado no Qissa Khawani Bazaar.
Historicamente, a antiga cidade de Pexauar era uma cidadela fortemente vigiada, que consistia-se de muros altos. No século XXI, apenas restos das paredes permanecem, mas as casas e prédios continuam a ter estruturas culturalmente significantes. A maioria das casas são construídas de tijolos não cozidos, com a incorporação de estruturas de madeira para proteção contra terremotos, com muitos composto por portas de madeira e varandas de madeira gradeadas. Numerosos exemplos de arquitetura antiga da cidade ainda podem ser vistos em áreas como Sethi Mohallah. Na cidade antiga, situada no interior de Pexauar, muitos monumentos históricos e bazares existem ainda no século XXI, incluindo as mesquitas Khan Mohabbat, Kotla Mohsin Khan, Chowk Yadgar e o Qissa Khawani Bazaar. Devido aos danos causados pelo rápido crescimento e desenvolvimento, a antiga cidade murada foi identificada como uma área que necessita urgentemente de restauração e proteção.
A cidade murada foi cercada por vários portões principais que serviam como os principais pontos de entrada na cidade. As inúmeras portas antigas são: Lahori Gate, Sarasia Gate, Ganj Gate, Sirki Gate, Sard Chah Gate e Kohati Gate. Portões antigos que foram demolidas foram Kabuli Gate, Berikian Gate, Bajori Gate, Yakatut Gate, Dabgari Gate, Kachahri Gate e Hasht Nagri Gate.

## Cidades-irmãs
- Ürümqi, China
- Macáçar, Indonésia[23]
- Saná, Iémen (desde 24 de agosto de 2011)